# Hans Bender (Psychologe)

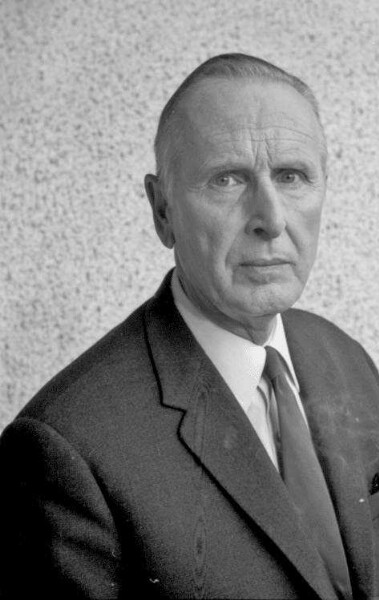
Hans Bender (1966)

Hans Bender (* 5. Februar 1907 in Freiburg im Breisgau; † 7. Mai 1991 ebenda) war ein deutscher Psychologe und Parapsychologe.

## Leben
Nach seinem Abitur 1925 studierte Bender zunächst in Lausanne und Paris Jura. 1927 wechselte er zum Studium der Psychologie, Philosophie und Romanistik nach Freiburg, Heidelberg und Berlin. Ab 1929 studierte er in Bonn bei Erich Rothacker (Psychologie) und Ernst Robert Curtius (Romanistik). Nach der „Machtergreifung“ der Nationalsozialisten war er 1933 kurzfristig Mitglied der SA. Im selben Jahr wurde er bei Rothacker mit der Dissertation Psychische Automatismen promoviert. Parallel zu seiner Stellung als Assistent am psychologischen Institut der Universität Bonn absolvierte Bender ein Medizinstudium, das ihm angesichts seines umstrittenen Forschungsinteresses eine größere Reputation geben sollte. Für seine Behauptung, dass er nach seinem medizinischen Staatsexamen und seiner Approbation in Freiburg 1939 noch mit einer Arbeit, Die Arbeitskurve unter Pervitin betitelt, in Medizin bei Kurt Beringer promoviert wurde, blieb er den Nachweis durch Vorlage der Promotionsurkunde schuldig. Auch um dies auszuräumen, verfasste er in höherem Alter nochmals eine medizinische Dissertation.
Am 30. Oktober 1937 beantragte Bender die Aufnahme in die NSDAP und wurde rückwirkend zum 1. Mai desselben Jahres aufgenommen (Mitgliedsnummer 5.615.364). 1939 arbeitete er als Volontär in der Psychiatrischen und in der Inneren Klinik in Freiburg. Da er aus gesundheitlichen Gründen zum Wehrdienst untauglich war, konnte er ab Anfang 1940 den Lehrstuhl seines eingezogenen Lehrers Rothacker in Bonn vertreten, ab September arbeitete er zusätzlich in der Bonner Inneren Klinik. Im Juni des gleichen Jahres heiratete er Henriette Wiechert, die „Star-Versuchsperson“ seiner Dissertation, die dort unter den Pseudonymen „Frl. Dora D.“ bzw. „Frl. D.“ firmierte.
Um einen Ruf als Extraordinarius an die nach der Besetzung Frankreichs neu gegründete Reichsuniversität Straßburg annehmen zu können, wurde Bender 1941 in einem Schnellverfahren an der Universität Bonn mit der Arbeit Kristallvisionen habilitiert, während in Benders Schriftenverzeichnis der Titel mit Experimentelle Visionen. Ein Beitrag zum Problem der Sinnestäuschung, des Realitätsbewusstseins und der Schichten der Persönlichkeit angegeben wird. Auf eine Intervention des Organisators der Straßburger Reichsuniversität hin, des mit Bender aus Bonner Universitätszeiten bekannten Historikers Ernst Anrich, veranlasste das Reichsministerium für Wissenschaft, Erziehung und Volksbildung, dass Bender die für Habilitationsverfahren obligatorische Lehrleistung erlassen wurde. 1941 bis 1944 lehrte er in Straßburg neben Psychologie und klinischer Psychologie, Völkerpsychologie und Grenzgebiete der Psychologie. Gleichzeitig leitete er das Paracelsus-Institut, in dem Bender eigentlich Forschungen zur Astrologie durchführen wollte. Auf Wunsch des Mäzens Friedrich Spieser verlegte er sich dann aber auf Arbeiten zum Wünschelrutengehen. Neben seiner Lehrtätigkeit arbeitete er mit dem SS-Ahnenerbe zusammen.
Nach seiner Internierung in einem britischen Lager vom November 1944 bis zum Juli 1945 ging er nach Freiburg im Breisgau zurück, wo er an der Universität einen Lehrauftrag für Psychologie erhielt und daneben 1950 sein außeruniversitäres Institut für Grenzgebiete der Psychologie und Psychohygiene e. V. gründete. 1957 gründete er die Zeitschrift für Parapsychologie und Grenzgebiete der Psychologie.
Von 1946 bis 1949 vertrat er den Lehrstuhl für Psychologie und Pädagogik und war anschließend als Diätendozent tätig. Nach Gastprofessuren 1951 und 1954 folgte zunächst seine Ernennung zum außerordentlichen Professor für Grenzgebiete der Psychologie, 1967 zum Ordinarius für Psychologie und Grenzgebiete der Psychologie, wobei die Parapsychologie in der Lehre ein Viertel des Umfangs ausmachte. 1975 wurde Bender emeritiert.
Als 1977 Journalisten des Spiegel feststellten, dass kein Exemplar seiner medizinischen Dissertation aufzutreiben war und Bender auch keine Promotionsurkunde nachweisen konnte, leitete die Staatsanwaltschaft ein Verfahren wegen falscher Titelführung ein. Die Strafermittlung stellte fest, dass der Titel zu Unrecht geführt wurde. Eine später erfolgte Promotion bei Manfred Müller-Küppers, mit dem er bereits in Spukfällen zusammengearbeitet hatte, ermöglichte Bender von da an auf dieser Grundlage den akademischen Grad Dr. med. zu führen.

## Forschung und Wirkung
Bender war tiefenpsychologisch ausgebildet und orientierte sich vor allem an den Ansätzen von Pierre Janet und Carl Gustav Jung. Daraus folgt einerseits, dass er sich eher qualitativer als quantitativer Methoden bediente. Andererseits vertrat er innerhalb der Parapsychologie im Gegensatz zum spiritistischen einen animistischen Ansatz, was im Rahmen dieses Faches bedeutet, dass er paranormale Phänomene nicht als Eingriff von Geistern interpretierte, sondern als Folge großer psychischer Anspannungen der das Phänomen auslösenden Person, der sogenannten Fokusperson. In diesem Zusammenhang verband er Experimente mit Sensitiven mit Untersuchungen der affektiven Einstellung zu Parapsychologie und zu neurotischen Fehlhaltungen in Bezug auf parapsychologische Phänomene.
Ein von Bender geprägter Begriff ist die sogenannte Gleichförmigkeit des Okkulten, d. h. der Umstand, dass von Phänomenen wie Telepathie, Hellsehen, Präkognition, Spuk und Psychokinese von der Antike bis in die Gegenwart in allen Epochen und in den unterschiedlichsten Kulturen und Regionen der Erde berichtet wird, während Alter, Bildungsstand und sozialer Status der Erlebenden dabei offenbar keine Rolle spielen. Die parapsychischen Phänomene scheinen also über historische, kulturelle, geografische und persönliche Grenzen hinweg identisch bzw. gleichförmig zu sein. Dies wertete Bender als Beleg dafür, dass hier nicht Mythen und Traditionen ohne Entsprechung in der objektiven Wirklichkeit vorlägen, sondern individuelle, tatsächliche Erfahrungen der einzelnen Beobachter, die auf objektive, wenn auch noch unbekannte Eigenschaften der Realität zurückgingen.
Ein weiteres Charakteristikum seiner Arbeit bestand in dem engen Kontakt zu Astrologen, wie zum Beispiel Thomas Ring, mit dem er eng befreundet war und von dem er sich auch selbst sowohl persönlich als auch astrologisch beraten ließ. Darüber hinaus war er überzeugt, dass seine Frau mit ihm in telepathischen Beziehungen stünde. So brachten ihn nicht nur sein Fachgebiet und sein enger Kontakt zu den Massenmedien in die Kritik, sondern auch seine bisweilen selbst in den Augen seiner Assistenten nicht immer sorgfältige Recherche, die ihn im Zweifelsfalle in scheinbar unerklärlichen Erlebnissen erst einmal etwas Paranormales vermuten ließ. So erklärte er 1982 den Spukfall Chopper, den nachgewiesenermaßen eine Zahnarzthelferin in einer Praxis in Neutraubling bei Regensburg manipulierte, gegenüber der Illustrierten Die Aktuelle voreilig für echt. Andererseits wies Bender jedoch noch vor Choppers Entlarvung darauf hin, falls es sich bei ihm wirklich um ein paranormales Phänomen handele, sei dieses total atypisch.
Seine Kritiker warfen ihm bereits vorher vor, Manipulationsversuche seiner Fokuspersonen übersehen zu haben. So erwirkte der Kriminaldirektor Herbert Schäfer vom Landeskriminalamt in Bremen 1978 ein Geständnis der Fokusperson im 1965 von Bender als echt erklärten Spukfall Heinrich Scholz. Der damalige Lehrling eines Bremer Porzellanladens hätte nicht nur alle Spukphänomene im Laden, sondern auch bei der anschließenden Untersuchung in Benders Freiburger Labor bewusst manipuliert. Benders Assistenten konterten mit Gutachten, die beweisen sollten, dass zumindest einige der von Scholz beschriebenen Manipulationen nicht hätten stattfinden können.
Das Problem von Manipulationen besteht auch im bekanntesten Spukfall Benders, dem Spuk von Rosenheim in einer Anwaltspraxis in den Jahren 1967 und 1968, den nicht nur Bender und seine Mitarbeiter, sondern auch Techniker von Post und dem Elektrizitätswerk, Polizei und Physiker des Max-Planck-Instituts in München dokumentierten. Obwohl die Physiker in ihrem Gutachten einerseits erklärten, dass einige der mit Mitteln der experimentellen Physik festgestellten Phänomene nicht durch die theoretische Physik erklärt werden könnten, ließ sich in einem Fall die Manipulation durch die Fokusperson, eine Büroangestellte, nachweisen. Bender und seine Assistenten erklären die Manipulationen in von ihnen als echt anerkannten Spukfällen dadurch, dass die psychisch oft labilen Fokuspersonen nachhelfen, wenn die echten Phänomene ausbleiben, um weiterhin im Mittelpunkt des Interesses zu stehen.

## Ehrungen
- 1983: Verdienstkreuz 1. Klasse der Bundesrepublik Deutschland

## Veröffentlichungen (Auswahl)
Aufsätze
- Der Okkultismus als Problem der Psychohygiene. In: Neue Wissenschaft. Zeitschrift für Grenzgebiete des Seelenlebens. Jg. 1 (1950), Heft 3, S. 34–42.
- Zur Entwicklung der Parapsychologie von 1930–1950. In: Hans Driesch: Parapsychologie. Die Wissenschaft von den „okkulten“ Erscheinungen. 3. Auflage. Rascher-Verlag, Zürich 1952, S. 135–176.
- Okkultismus als seelische Gefahr. In: Maria Pfister-Ammende (Hrsg.): Geistige Hygiene. Forschung und Gefahr (Psychohygiene; 12). Schwabe Verlag, Basel 1955, S. 489–499.
- Praekognition im qualitativen Experiment. Zur Methodik der „Platzexperimente“ mit dem Sensitiven Gerard Croiset. In: Zeitschrift für Parapsychologie und Grenzgebiete der Psychologie. Jg. 1 (1957/58), ISSN 0028-3479, S. 5–35.
- Parapsychische Phänomene als wissenschaftliche Grenzfrage. In: Freiburger Dies Universitatis. Jg. 6 (1957/58), S. 59–84.
- Mediumistische Psychosen. Ein Beitrag zur Pathologie spiritistischer Praktiken. In: Zeitschrift für Parapsychologie und Grenzgebiete der Psychologie, Jg. 2 (1958/1959), ISSN 0028-3479, S. 173–200.
- Zur Frage des telepathischen Traumes. In: Hans Thomae (Hrsg.): Bericht über den 22. Kongreß der Deutschen Gesellschaft für Psychologie.Verlag für Psychologie Hogrefe, Göttingen 1960, S. 276–280.
- „Präkognition“ in Traumserien I. In: Zeitschrift für Parapsychologie und Grenzgebiete der Psychologie. Jg. 4 (1960/61), ISSN 0028-3479, S. 114–198 (zusammen mit Johannes Mischo).
- „Präkognition“ in Traumserien II. In: Zeitschrift für Parapsychologie und Grenzgebiete der Psychologie. Jg. 5 (1961), ISSN 0028-3479, S. 10–47 (zusammen mit Johannes Mischo).
- Formen der Einstellung zur Parapsychologie. In: Zeitschrift für Parapsychologie und Grenzgebiete der Psychologie. Jg. 7 (1964), ISSN 0028-3479, S. 85–92.
- Astrologie und Aberglaube. In: Neue Wissenschaft. Zeitschrift für Grenzgebiete des Seelenlebens. Jg. 12 (1964), Heft 1, S. 1–23.
- Erich Rothacker (1888–1965). In: Zeitschrift für Parapsychologie und Grenzgebiete der Psychologie. Jg. 9 (1966), ISSN 0028-3479, S. 149f.
- Neue Entwicklungen in der Spukforschung. In: Zeitschrift für Parapsychologie und Grenzgebiete der Psychologie. Jg. 12 (1966), ISSN 0028-3479, S. 1–18.
- Telepathie und Hellsehen als wissenschaftliche Grenzfragen. In: Schopenhauer-Jahrbuch auf das Jahr 1967. Jg. 48 (1966), ISSN 0080-6935, S. 36–52.
- Ein Staatsanwalt vor dem „Unheimlichen“. In: Zeitschrift für Parapsychologie und Grenzgebiete der Psychologie. Jg. 12 (1970), ISSN 0028-3479, S. 255–259 (zusammen mit Johannes Mischo).
- Psychohygienische und forensische Aspekte der Parapsychologie. In: G. Condreau (Hrsg.): Die Psychologie des 20. Jahrhunderts, Bd. 15. Zürich 1979, S. 651–672.
- W. H. C. Tenhaeff (1894–1981). In: Zeitschrift für Parapsychologie und Grenzgebiete der Psychologie, Jg. 23 (1981), ISSN 0028-3479, S. 231–236.
- A positive critic of superstition. In: Rosemarie Pilkington (Hrsg.): The Men and Women of Parapsychology. Personal Reflections. McFarland Books, Jefferson, N.C. 1987, ISBN 0-89950-260-1, S. 114–118.

Monographien
- Psychische Automatismen. Zur Experimentalpsychologie des Unterbewußten und der außersinnlichen Wahrnehmung. Barth, Leipzig 1936 (zugl. Dissertation, Universität Bonn 1933).
- Zum Problem der außersinnlichen Wahrnehmung. Ein Beitrag zur Untersuchung des ‚räumlichen Hellsehens‘ mit Laboratoriumsmethoden. J. A. Barth, Leipzig 1936 (mit einem Geleitwort von Erich Rudolf Jaensch)[7]
- Parapsychologie. Darmstadt 1966.
- Aufsätze zur Parapsychologie. Piper Verlag, München 1983.

1. Telepathie, Hellsehen und Psychokinese. 1983, ISBN 3-492-00331-1.
2. Zukunftsvisionen, Kriegsprophezeiungen, Sterbeerlebnisse. 1983, ISBN 3-492-10246-8.
3. Die verborgene Wirklichkeit. 1985, ISBN 3-492-00477-6.

- Unser sechster Sinn: Telepathie, Hellsehen, Spuk. Goldmann-Verlag, München 1981, ISBN 3-442-11724-7.
- Umgang mit dem Okkulten. Aurum-Verlag, Freiburg/B. 1984, ISBN 3-591-08196-5.

Herausgeberschaften
- Parapsychologie. Entwicklung, Ergebnisse und Probleme. 4. Auflage. Wissenschaftliche Buchgesellschaft, Darmstadt 1974 (= Wege der Forschung. Band 4), ISBN 3-534-00628-3.

## Podcast
- 2024: Geisterjäger. SWR, Host: Verena Fiebiger. Dokumentation und Reportage über Hans Bender.[8]